# Євфимія Халкедонська
Євфимія Халкедонська, або Свята Євфимія (грец. Εὐφημία [efiˈmia]; ? — 307, Халкедон) — ранньо-християнська свята та мучениця. За відмову ідолопоклонства була кинена на розтерзання ведмедеві. День пам'яті — 16 вересня.

## Життєпис
Свята Євфимія народилася у родині багатих і побожних християн і жила у місті Халкідоні. Вона не бажала земних радощів, а всією душею була звернена до Бога.
Коли Євфимія не погодилась брати участі в урочистостях на честь поганського божка, жорстокий староста наказав її немилосердно катувати, а в кінці кинули на розтерзання ведмедеві 307 року. 
Над гробом Євфимії у Халкідоні збудували велику церкву, в якій 451 року відбувся Четвертий Вселенський Собор, що осудив єресь монофізитів. За посередництвом св. Євфимії діялися численні чудеса.

## Джерело
- Рубрика Покуття. Календар і життя святих. (дозвіл отримано 9.01.2008)